# Insekthotel
Et insekthotel (også sjældnere insektasyl eller insektkasse), er en kunstigt skabt habitat har til formål at tilvejebringe gode opholdssteder for insekter. Insekthoteller har siden 1990'erne været brugt af gartnere og biologilærere. 
- Wikimedia Commons har flere filer relateret til Insekthoteller

| Dyr | Spire Denne artikel om dyr er en spire som bør udbygges. Du er velkommen til at hjælpe Wikipedia ved at udvide den. |